# Pallacanestro alla XXVIII Universiade - Torneo maschile
Il Torneo di pallacanestro maschile della XXVIII Universiade si è svolto a Gwangju, Corea del Sud, nel 2015. Al torneo hanno partecipato 23 squadre.

## Classifica
| -       | Paese         | Formazione |
| ------- | ------------- | --- |
| Oro     | Stati Uniti   | Stati Uniti0 Mason, 1 Selden, 2 Vick, 3 Moore, 5 Manning, 11 Self, 12 Debose, 15 Bragg, 31 Traylor, 33 Lucas, 34 Ellis, 42 Mickelson, All. Bill Self                                          |
| Argento | Germania      | Germania universitaria0 Klein, 5 Geske, 6 Kramer, 7 Mönninghoff, 9 Pluskota, 10 Bright, 11 Haukohl, 12 Lô, 15 Radosavljević, 24 Brembly, 30 Brase, 32 Thiemann, All. Henrik Rödl              |
| Bronzo  | Russia        | Russia universitaria3 Zacharov, 5 Komolov, 6 Gudumak, 8 Barinov, 9 Zarjažko, 11 Il'nickij, 12 Klimenko, 13 Vichrov, 15 Desjatnikov, 19 Strebkov, 22 Antipov, 30 Kulagin, All. Vasilij Karasëv |
| 4       | Brasile       | |
| 5       | Francia       | Francia universitaria4 Konaté, 5 Julien, 6 Ouattara, 7 Harley, 8 Bourdillon, 9 Mutuale, 10 Fall, 11 Howard, 12 Poirier, 13 Labanca, 14 Morin, 15 Yeguete, All. Pascal Donnadieu               |
| 6       | Lituania      | Lituania universitariaDambrauskas, Kariniauskas, Mockevicius, Kulvietis, Cizauskas, Jakstas, Tarolis, Giedraitis, Dimsa, Lekavicius, Kupsas, Ulanovas, All. Dainius Adomaitis                 |
| 7       | Canada        | |
| 8       | Estonia       | Estonia universitariaLaane, Paasoja, Puidet, Dorbek, Kirves, Kaaberma, Sutt, Joesaar, Koort, Kotsar, Parrol, All. Indrek Visnapuu                                                             |
| 9       | Serbia        | |
| 10      | Australia     | Australia universitariaDeng, Mathiang, Hooley, Creek, Greenwood, Maynard, Trist, Cooks, Pinder, Bruce, All. Andrej Lemanis                                                                    |
| 11      | Corea del Sud | |
| 12      | Svezia        | |
| 13      | Montenegro    | Montenegro universitariaDamjanovic, Žižić, Latkovic, Kovac, Vrbica, Đukanović, Mugoša, Spasojević, Đurišić, Sekulovic, Nikolić, Pajovic, All. Zvezdan Mitrović                                |
| 14      | Finlandia     | Finlandia universitariaVaenerberg, Nikkarinen, Seppaelae, Akpaso, Palmi, Lehtoranta, Caven, Toivonen, Rajala, Lindbom, Murphy, Huolila, All. Ari Tammivaara                                   |
| 15      | Turchia       | |
| 16      | Cina          | |
| 17      | Mongolia      | |
| 18      | Svizzera      | |
| 19      | Cile          | |
| 20      | Messico       | |
| 21      | Giappone      | |
| 22      | Taipei cinese | |
| 23      | Mozambico     | |